# Tercera División de España 2004-05
La temporada 2004-05 de la Tercera División de España de fútbol fue durante esta campaña el cuarto nivel de competición de las Ligas de fútbol de España, por debajo de la Segunda División B y por encima de las Divisiones regionales. Empezó el 29 de agosto de 2004 y finalizó el 26 de junio de 2005 con la promoción de ascenso. 

## Sistema de competición
Compitieron 361 equipos en Tercera División repartidos en 18 grupos, en la mayoría de los cuales participaban 20 equipos. Cada grupo correspondía a una Federación territorial y, por lo tanto, a una Comunidad Autónoma, excepto en el caso de Andalucía que se dividía en dos grupos (IX y X), a los que se sumaban los clubes de las ciudades autónomas de Ceuta y Melilla del norte de África. Como novedad esta temporada, el Grupo XV, que abarcaba los conjuntos de La Rioja y de Navarra, se dividió en dos, uno para cada comunidad, el Grupo XVa para los equipos navarros y el Grupo XVb para los riojanos.
La distribución geográfica de los grupos fue la siguiente:
| - Grupo I: Galicia - Grupo II: Asturias - Grupo III: Cantabria - Grupo IV: País Vasco - Grupo V: Cataluña - Grupo VI: Comunidad Valenciana | - Grupo VII: Comunidad de Madrid - Grupo VIII: Castilla y León - Grupo IX: Andalucía (zona oriental) y Melilla - Grupo X: Andalucía (zona occidental) y Ceuta - Grupo XI: Islas Baleares - Grupo XII: Canarias | - Grupo XIII: Región de Murcia - Grupo XIV: Extremadura - Grupo XVa: Navarra - Grupo XVb: La Rioja - Grupo XVI: Aragón - Grupo XVII: Castilla-La Mancha |

El sistema de competición fue el mismo que en el resto de categorías de la Liga española de fútbol. Los equipos de cada grupo se enfrentaron todos contra todos en dos ocasiones, una en campo propio y otra en campo contrario. El ganador de un partido obtenía tres puntos, el perdedor no sumaba ninguno, y en caso de un empate había un punto para cada equipo. El orden de los encuentros se decidió por sorteo antes de empezar la competición. Al término de la temporada el equipo que acumulaba más puntos se proclamaba campeón de su grupo de Tercera División habiendo, por lo tanto, 18 campeones al final de esta campaña, uno por grupo. 
Los cuatro primeros equipos de cada grupo tenían derecho a participar en la promoción de ascenso a Segunda División B, salvo en los casos de los Grupos XVa y XVb en las que solo se clasificaban los dos primeros.
En la mayoría de los grupos, los últimos tres equipos clasificados descendieron a Divisiones Regionales correspondientes. Sin embargo, si un grupo viese disminuido el número de equipos por un número inesperado de ascensos a Segunda División B, la Federación Territorial podía autorizar la revocación de algún o alguno de los descensos a las Divisiones Regionales o aumentar las plazas de ascenso desde estas categorías a Tercera División. Por caso contrario, si se hubiese producido un descenso de equipos desde Segunda División B que aumentase el número de participantes del grupo para la siguiente temporada, se podrían aumentar el número de plazas de descenso a las categorías inferiores. En el caso de que durante el transcurso de la campaña algún equipo fuese expulsado o abandonase la competición, su plaza se computaría como una de descenso.
Referente a los equipos filiales, estos podían participar en esta categoría siempre que sus primeros equipos estuvieran compitiendo en categorías superiores de Liga española de fútbol puesto que no podían competir en la misma división. Por ello, si un equipo descendiese de Segunda División B a Tercera División y su filial estuviese militando en esta categoría, este era automáticamente descendido a su División Regional correspondiente. Del mismo modo, si un filial se hubiese clasificado para la promoción de ascenso a Segunda División B y uno de sus primeros equipos ya estuviese participando en esta categoría, no podría disputarla, por lo que su plaza pasaría al siguiente clasificado del grupo.

## Promoción de ascenso

### Equipos clasificados
Los equipos que se clasificaron para la promoción de ascenso a Segunda División B se exponen en la siguiente tabla:
Se indican en negrita los equipos que consiguieron el ascenso.
| Grupo I                  | Grupo II            | Grupo III                        | Grupo IV             | Grupo V               |
| ------------------------ | ------------------- | -------------------------------- | -------------------- | --------------------- |
| 1º C. Rápido de Bouzas   | 1º R. Oviedo        | 1º R. Racing C. de Santander "B" | 1º C. Portugalete    | 1º C.E. L'Hospitalet  |
| 2º Feiraco S.D. Negreira | 2º Ribadesella C.F. | 2º U.M. Escobedo                 | 2º Zalla U.C.        | 2º C.E. Mataró        |
| 3º C. D. Lugo            | 3º C.D. Mosconia    | 3º S.D. Barreda Balompié         | 3º S.D. Gernika Club | 3º U.E. Sant Andreu   |
| 4º Coruxo F.C.           | 4º U.P. Langreo     | 4º S.D. Noja                     | 4º S.C.D. Durango    | 4º C.F. Reus Deportiu |

| Grupo VI              | Grupo VII            | Grupo VIII                   | Grupo IX               | Grupo X                |
| --------------------- | -------------------- | ---------------------------- | ---------------------- | ---------------------- |
| 1º Valencia C. F. "B" | 1º Las Rozas C.F.    | 1º C.F. Promesas Ponferrada  | 1º C.D. Baza           | 1º C.D. Villanueva     |
| 2º C.F. Gandía        | 2º C.D. Móstoles     | 2º R. Ávila C.F.             | 2º Torredonjimeno C.F. | 2º U.D. Los Barrios    |
| 3º C.D. Eldense       | 3º A.D. Parla        | 3º S.D. Gimnástica Segoviana | 3º C.D. Roquetas       | 3º Racing C. Portuense |
| 4º Santa Pola C.F.    | 4º C.D. Ciempozuelos | 4º R. Valladolid C.F. "B"    | 4º C.D. Alhaurino      | 4º R.B. Linense        |

| Grupo XI                 | Grupo XII                    | Grupo XIII                 | Grupo XIV                   | Grupo XVa              |
| ------------------------ | ---------------------------- | -------------------------- | --------------------------- | ---------------------- |
| 1º C.D. Constancia       | 1º S.D. Tenisca              | 1º Águilas C.F.            | 1º U.D. Mérida              | 1º C.D. Valle de Egüés |
| 2º C.D. Manacor          | 2º C.D. Raqui San Isidro     | 2º Sangonera Atlético C.F. | 2º A.D. Cerro de Reyes B.A. | 2º U.D. Mutilvera      |
| 3º S.C.R. Peña Deportiva | 3º A.D. Laguna               | 3º A.D. Mar Menor          | 3º C.F. Villanovense        |                        |
| 4º C.F. Sporting Mahonés | 4º C.D. Orientación Marítima | 4º Mazarrón C.F.           | 4º Moralo C.P.              |                        |

| Grupo XVb                  | Grupo XVI                       | Grupo XVII                    |
| -------------------------- | ------------------------------- | ----------------------------- |
| 1º C.D. Calahorra          | 1º U. D. Barbastro              | 1º U.D. Almansa               |
| 2º A.D. Fundación Logroñés | 2º Utebo F.C.                   | 2º Albacete Bpié. "B"         |
|                            | 3º C.D. Universidad de Zaragoza | 3º C.F. Gimnástico de Alcázar |
|                            | 4º C.D. Sariñena                | 4º U.D. Talavera              |

### Equipos ascendidos
Los siguientes equipos obtuvieron el ascenso a Segunda División B:
| Grupo I - C. Rápido de Bouzas - Feiraco S.D. Negreira Grupo II - R. Oviedo Grupo III - R. Racing C. de Santander "B" Grupo IV - C. Portugalete - Zalla U.C. - S.C.D. Durango Grupo V - C.E. L'Hospitalet - U.E. Sant Andreu - C.F. Reus Deportiu Grupo VI - No ascendió ningún equipo de este grupo | Grupo VII - C.D. Móstoles Grupo VIII - R. Valladolid C.F. "B" Grupo IX - C.D. Baza Grupo X - C.D. Villanueva Grupo XI - No ascendió ningún equipo de este grupo Grupo XII - C.D. Raqui San Isidro | Grupo XIII - Águilas C.F. Grupo XIV - U.D. Mérida Grupo XVa - No ascendió ningún equipo de este grupo Grupo XVb - No ascendió ningún equipo de este grupo Grupo XVI - No ascendió ningún equipo de este grupo Grupo XVII - U.D. Almansa |